# هالکن

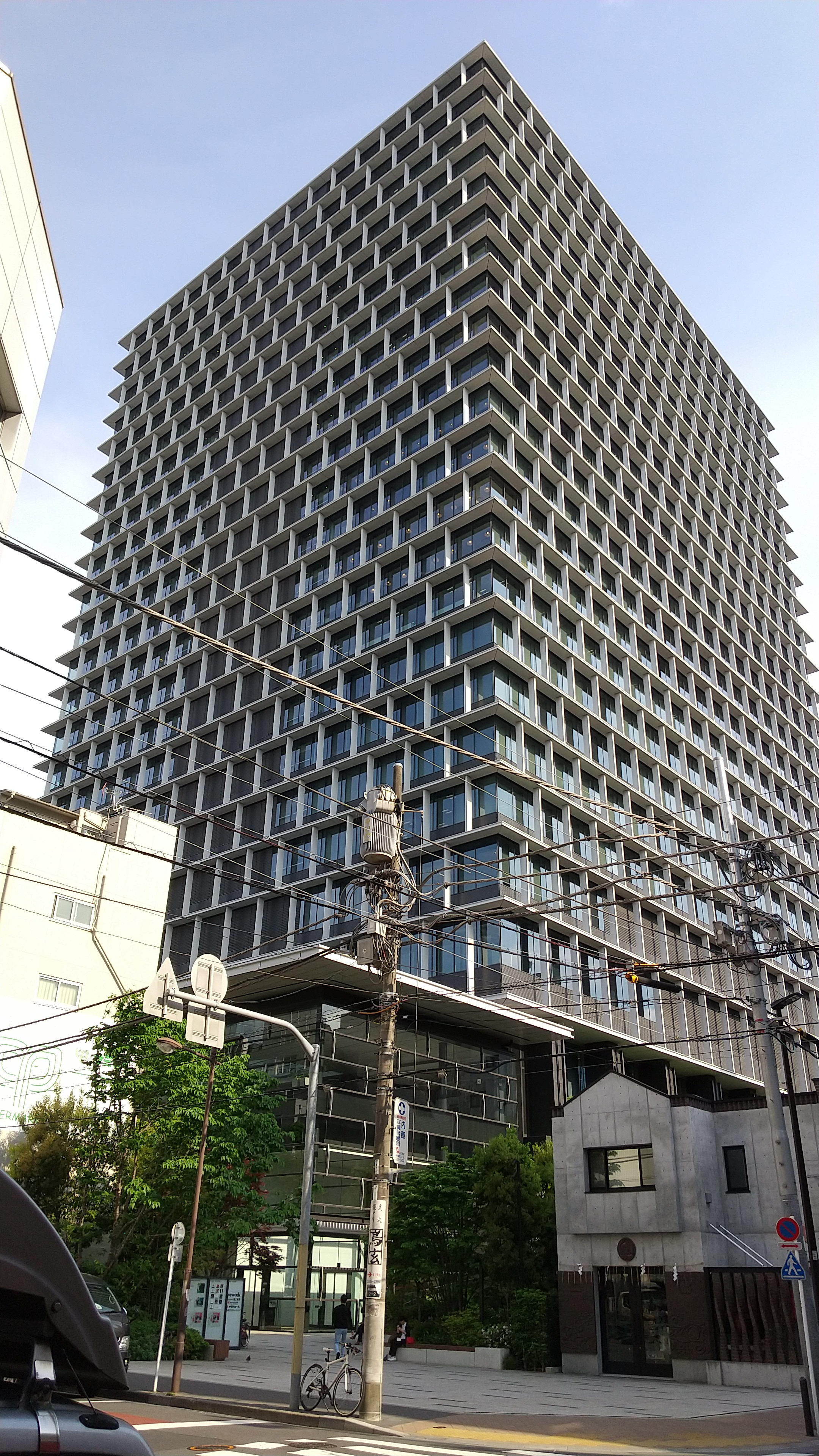
دفتر مرکزی در میدان کاندا، چیودا کو، توکیو

هالکن (انگلیسی: HAL Laboratory) شرکت بازی ویدئویی ژاپنی است، که در سال ۱۹۸۰ توسط ساتورو ایواتا تأسیس شد.